# Octavie Coudreau
Marie Octavie Coudreau (née Marie Octavie Renard à Anais le 30 avril 1867 et morte à Sonnac le 6 février 1938) est une exploratrice française originaire d'Anais, en Charente, auteure de plusieurs ouvrages sur la Guyane française et le Nord du Brésil.

## Biographie

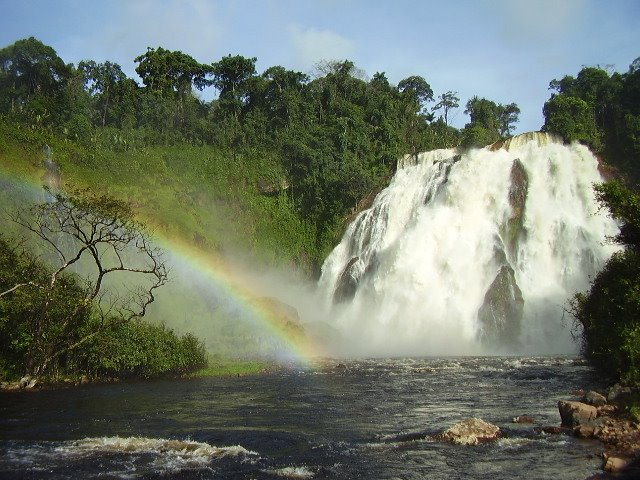
Chute d'eau sur le cours du Curua.

Dans le contexte du litige frontalier entre la France et le Brésil (qui sera réglé par un arbitrage en 1900), Octavie accompagne son mari Henri Coudreau, qui travaille pour le compte des gouverneurs des États d'Amazonas et de Pará pour cartographier les affluents de l'Amazone et identifier des ressources exploitables pour l'agriculture et l'exploitation forestière. Henri doit notamment explorer le Trombetas, mais atteint de paludisme, il meurt le 10 novembre 1899.
Octavie Coudreau poursuit le travail d'exploration entamé par son mari pendant sept ans, pour le compte des autorités brésiliennes, puis françaises. Elle a significativement contribué à la connaissance du Nord-Est du bassin de l'Amazone. Rentrée en France avec les restes de son mari en 1906, elle meurt à Sonnac en 1938.
Depuis 2017, une rue porte son nom à Saint-Jean-d'Angély.

## Vie privée
Elle épouse en 1893 Henri Coudreau, explorateur et géographe (1859-1899).
A l'occasion de l'exposition "Visages de l'exploration au XIXe siècle" organisée par la BnF, sa vie est présentée: 
"En 1895, la jeune Octavie Coudreau accompagne son mari pour de nouvelles missions d’exploration en Amazonie. Henri Coudreau s’était fait connaître par plusieurs expéditions conduites en Guyane dans les bassins des fleuves Maroni et Oyapock. Ils mènent tous les deux pendant quatre ans des explorations visant à établir une cartographie précise des affluents de l’Amazone (Tapajos, Xingu, Tocantins…). Octavie pratique la photographie et s’initie au maniement des instruments scientifiques. À la mort de son mari en 1899, elle décide de poursuivre l’entreprise et durant sept ans, elle conduit plusieurs missions dont elle tire des récits de voyages illustrés par la photographie, accompagnés de cartes précises des fleuves suivis. De veuve éplorée, justifiant ses expéditions par la recherche des restes de son mari, elle devient exploratrice à part entière, se prêtant au jeu de l’aventure, des rencontres, dressant des cartes, sans cacher les moments d’ennui et de désespoir qui la saisissent régulièrement. Elle n’hésite pas, dans ses récits, à ériger son statut d’exploratrice en profession, se disant « devenue captive de cette vie sauvage qu’ (elle) aime »."

## Ouvrages
- Voyage au Trombetas : 7 août 1899 - 25 novembre 1899, A. Lahure, 1900, 141 p.,  (ISBN 978-1148473758)
- Voyage au Cuminá : 20 avril 1900 - 7 septembre 1900, A. Lahure, 1900, 190 p.
- Voyage à la Mapuerá : 21 avril 1901 - 24 décembre 1901, A. Lahure, 1901, 166 p.
- Voyage au Maycurú : 5 juin 1902 - 12 janvier 1903, A. Lahure, 1903, 151 p.
- Voyage au rio Curua : 20 novembre 1900 - 7 mars 1901, A. Lahure, 1903, 114 p.
- Voyage au Canumã : 21 août 1905-16 février 1906, A. Lahure, 1906, 216 p.